# Breathe (pesem, Kylie Minogue)
»Breathe« je pesem avstralske pevke Kylie Minogue z njenega šestega glasbenega albuma, Impossible Princess (1997). Singl so napisali in producirali Kylie Minogue, Dave Ball in Ingo Vauk. Je njen zadnji komercialni singl, izdan preko založbe Deconstruction Records; kasneje Kylie Minogue s to založbo ni več sodelovala. Singl je požel bolj skromen komercialni uspeh. Zasedel je eno od prvih dvajsetih mest na britanski in eno od prvih štiridesetih na avstralski glasbeni lestvici. Posneli in izdali so tudi videospot za singl.

## Ozadje
Pesem »Breathe« so kot singl po svetu izdali preko založbe Deconstruction Records. Napisali so jo Kylie Minogue, Dave Ball in Ingo Vauk; vsi navedeni so jo tudi producirali. Posneli so tudi videospot za singl, v katerem Kylie Minogue nastopa v vesoljski obleki, spremljajo pa jo spiralni efekti. Med videospotom lebdi po atmosferi. Pozno leta 1997 je Kylie Minogue odletela v Chicago, Združene države Amerike, kjer je pesem posnela z DJ-jem/producentom Toddom Terryjem; te posnetke so uporabili za remix pesmi, ki so ga vključili na več formatov s singlom. Leta 2011 je Kylie Minogue s pesmijo nastopila na turneji Aphrodite World Tour.

## Dosežki na lestvicah
Pesem »Breathe« so v Združenem kraljestvu izdali februarja 1998. Pesem je osemindvajseti zaporedni singl Kylie Minogue, ki je zasedel eno izmed prvih štiridesetih mest na britanski glasbeni lestvici, kjer je debitiral na štirinajstem mestu. Vsega skupaj je pesem na enem od prvih petinsedemdesetih mest na lestvici ostala štiri tedne.
Tudi drugod pesem ni požela veliko uspeha. Zasedla je prvo mesto na izraelski in tretje na ruski glasbeni lestvici. Na radijih pesmi niso predvajali velikokrat. V Avstraliji, kjer je pesem izšla 9. marca 1998, je pesem debitirala na triindvajsetem mestu in na enem od prvih petdesetih mest avstralskec lestvice ostala še trideset tednov.

## Seznam verzij
- "CD s singlom #1"

1. »Breathe« (radijska različica) — 3:39
2. »Breathe« (Teejev remix) — 6:59
3. »Breathe« (remix Nalina & Kanea) — 10:11
4. »Breathe« (remix z albuma) — 4:38

- CD s singlom #2

1. »Breathe« (radijska različica) — 3:39
2. »Breathe« (klubski remix) — 5:20
3. »Breathe« (Teejeva radijska različica) — 3:29
4. »Did It Again« (videospot) — 4:15

- Kaseta s singlom

1. "Breathe« (radijska različica) — 3:39
2. »Breathe« (klubska različica) — 3:43

## Nastopi v živo
Kylie Minogue je s pesmijo »Breathe« nastopila na svojih naslednjih koncertnih turnejah:
- Intimate and Live Tour
- Aphrodite World Tour

Poleg tega je s pesmijo nastopila tudi na televizijskem koncertu Money Can't Buy (2003).

## Dosežki
| Lestvica (1998)                        | Dosežek |
| -------------------------------------- | ------- |
| Grčija (IFPI)                          | 9       |
| Španija (PROMUSICAE)                   | 13      |
| Združeno kraljestvo (UK Singles Chart) | 14      |
| Avstralija (ARIA)                      | 23      |